# Odón (Teruel)
Odón ist ein Ort und eine Gemeinde (municipio) mit nur noch 197 Einwohnern (Stand: 2024) im äußersten Norden der Provinz Teruel in der autonomen Region Aragonien im östlichen Zentrum von Spanien. Die Gemeinde gehört zur bevölkerungsarmen Serranía Celtibérica.

## Lage und Klima
Odón liegt in den Bergen der Sierra de Cucalón in ca. 1090 m Höhe und ist ca. 70 km (Fahrtstrecke) in nordnordwestlicher Richtung von der Provinzhauptstadt Teruel entfernt.
Das Klima ist trotz der Höhenlage gemäßigt bis warm; Regen (ca. 472 mm/Jahr) fällt übers Jahr verteilt.

## Bevölkerungsentwicklung
| Jahr      | 1970 | 1981 | 1991 | 2001 | 2011 | 2021 |
| Einwohner | 433  | 354  | 311  | 261  | 213  | 217  |

## Wirtschaft
Odón ist traditionell landwirtschaftlich orientiert, wobei die Viehzucht die größte Rolle spielt.

## Sehenswürdigkeiten
- Bartholomäuskirche
- Marienkapelle

## Persönlichkeiten
- Marcos Ibáñez (1738–1784), Architekt (Kathedrale von Guatemala-Stadt), hier geboren